# Plesiotettix spinosus
Plesiotettix spinosus is een rechtvleugelig insect uit de familie doornsprinkhanen (Tetrigidae). De wetenschappelijke naam van deze soort is voor het eerst geldig gepubliceerd in 1907 door Hancock.